# 艾伯特·贝茨
艾伯特·贝茨（英語：Albert Betts，1888年2月8日—1924年2月13日），英国男子竞技体操运动员。他曾获得1912年夏季奥运会体操比赛男子团体全能铜牌。他也参加了1920年夏季奥运会。